# 뛰어 (JUMP)
"뛰어 (JUMP)"는 대한민국의 걸 그룹 BLACKPINK의 싱글이다. 2025년 7월 11일 YG 엔터테인먼트를 통해 발매되었다.

## 배경 및 발매
2025년 2월 19일, 블랙핑크는 7월에 시작하는 월드 투어 일정을 발표했고, 이는 나중에 Deadline World Tour라는 이름으로 밝혀졌다. YG 엔터테인먼트는 6월 9일, 블랙핑크가 서울에서 6일부터 유명 해외 감독과 함께 새 뮤직 비디오를 촬영하고 있다고 발표했다. 6월 23일, 소속사는 BLACKPINK가 7월 5일 투어 첫 공연에서 컴백 싱글을 발표할 것이라고 발표했다. 7월 1일, 그룹은 서울 지도를 특징으로 하는 대화형 웹사이트를 출시했다. 지도에는 "Do Not Jump"라는 대문자 표지판으로 두 곳이 표시되어 있었고, "Not"은 분홍색 스프레이 페인트로 지워져 있었다. 7월 4일, BLACKPINK는 "Ready to Jump?"라는 캡션이 달린 티저 비디오를 공개하며 새 노래를 미리 선보였다.
7월 5일 고양종합운동장에서 열린 Deadline 월드 투어 개막일, 블랙핑크는 "뛰어"를 공개하고 무대에서 이 곡을 공연했다. 콘서트에서 제니는 이번 주 후반에 스트리밍 플랫폼에서 이 곡이 발매될 것이라고 밝혔다. 7월 7일, 블랙핑크는 뮤직 비디오 티저를 공개하며 4일 후 곡을 발매한다고 발표했다. "7월 11일 YG 엔터테인먼트를 통해 디지털로 발매되었으며, 이전 유통사인 인터스코프 레코드 대신 디 오차드와 새로운 유통 파트너십을 맺었다. 2023년 비디오 게임 사운드트랙 "The Girls"를 제외하고, 두 번째 정규 앨범 BORN PINK (2022) 이후 2년 10개월 만의 첫 발매였다.

## 가사 및 구성
"Jump"는 테디, 디플로, 24, 지카이, Claudia Valentina, 점파, 말라키, 제시 블루가 작사했으며, 디플로, 24, Boaz van de Beatz, 제카, Ape Drums가 프로듀싱했다. 이 곡은 빠르고 에너지가 넘치는 하드스타일 및 댄스 팝 앤섬으로, 클럽 음악, 신스팝, 유럽 테크노, EDM 요소를 혼합하여 그룹의 일반적인 팝 중심 사운드에서 과감하게 벗어났다. YG 엔터테인먼트의 보도 자료에 따르면, 이 곡은 "서부 영화의 느낌을 연상시키는 인상적인 기타 리프로 시작하여 생동감 있고 영화적인 분위기를 조성한다." 이 트랙은 그룹의 이전 음악 스타일에서 현저한 변화를 보이며 "중독성 있는 후렴구"를 특징으로 한다.
가사적으로 "Jump"는 소녀들과 함께 밤을 보내는 즐거움을 중심으로 전개된다. 로제와 지수는 때때로 그들을 사로잡는 거친 느낌에 대해 전 남자친구에게 설명하는 것으로 시작한다. 후렴구에서 제니와 리사는 모두에게 댄스 플로어로 달려가 점프할 것을 촉구한다. 두 번째 절은 자매애가 소녀들에게 해방감을 가져다주는 방법을 다루며, 그 후 후렴구는 여성이 춤추고 감정을 표출하는 주제를 반복한다.

## 뮤직 비디오
"Jump"의 뮤직 비디오 티저는 2025년 7월 7일에 공개되었고, 공식 뮤직 비디오는 7월 11일에 발매되었다. 티저는 그룹 각 멤버의 빌보드가 있는 도시 경관을 팬하는 것으로 시작한다. 카메라는 BLACKPINK 벽화가 그려진 벽돌 벽으로 확대되고, 그룹은 벽화와 어울리는 의상을 입고 벽화 앞에 서 있다. 뮤직 비디오는 데이브 마이어스가 감독했다. YG 엔터테인먼트는 뮤직 비디오가 BLACKPINK의 영향력과 그룹으로서의 서사를 묘사하며, 2년 10개월 만에 재회한 그룹의 "완벽한 시너지"를 강조한다고 설명했다. 이 뮤직 비디오는 영상의 일부를 제작하는 데 생성형 인공지능을 사용했다는 의혹에 직면했지만, YG나 BLACKPINK는 이에 대해 어떠한 언급도 하지 않았다.

## 라이브 공연
"Jump"는 7월 5일에 시작된 BLACKPINK의 Deadline World Tour 세트리스트에 포함되었다.

## 차트
| 차트 (2025)               | 최고 순위 |
| ------------------------- | --------- |
| 일본 (재팬 핫 100)        | 38        |
| 일본 디지털 싱글 (오리콘) | 13        |
| 대한민국 (써클)           | 41        |

## 발매 역사
| 지역      | 날짜            | 형식                     | 레이블       | Ref.   |
| --------- | --------------- | ------------------------ | ------------ | ------ |
| 여러 지역 | 2025년 7월 11일 | 디지털 다운로드 스트리밍 | YG           | [ 27 ] |
| 미국      | 2025년 7월 16일 | 컨템포러리 히트 라디오   | YG 디 오차드 | [ 28 ] |